# پتهوهنیه
پتهوهنیه (به مجاری:  Pethőhenye) یک منطقهٔ مسکونی در مجارستان است که در زالا واقع شده‌است.